# Passionei
La famiglia Passionei fu una nobile famiglia urbinate, trasferitasi a Fossombrone nella seconda metà del Cinquecento, che ebbe un ruolo di prima importanza nella storia di Urbino e dello Stato Pontificio. Ad essa appartennero il beato Benedetto da Urbino, il vescovo di Pesaro Giovanni Francesco e il cardinale Domenico Silvio, noto bibliofilo, Archivista e Bibliotecario di Santa Romana Chiesa.
I Passionei strinsero alleanze matrimoniali, tra le altre famiglie, con i Cybo, i Roverella, i Carpegna, i Mellini, gli Ondedei e i Mosca, e furono imparentati con i papi Innocenzo VIII, Alessandro VII e Clemente XI. Ad essi appartenne l'omonimo palazzo di Urbino, considerato il più importante esempio di architettura privata del Quattrocento nella città.

## Storia

### Origini
La famiglia, che secondo la leggenda discenderebbe da uno dei pastori che adorarono il Bambino Gesù a Betlemme, è attestata a Urbino, forse proveniente da Siena, fin dal XIII secolo con Passioneo, Gonfaloniere di Urbino nel 1251. La genealogia nota comincia con il Nobilis Vir Benedetto, documentato nel 1354, padre di Ser Paolo, documentato dal 1408 e rettore di una Confraternita nel 1416. Le fortune della famiglia erano già a quest'altezza cronologica considerevoli: Paolo fu finanziatore di una delle numerose guerre che sconvolsero Jesi al principio del XV secolo. Suo figlio Guido fu Gonfaloniere della città, e così i figli di questi, Paolo e Lodovico, Gonfaloniere nel 1470.

### Ascesa

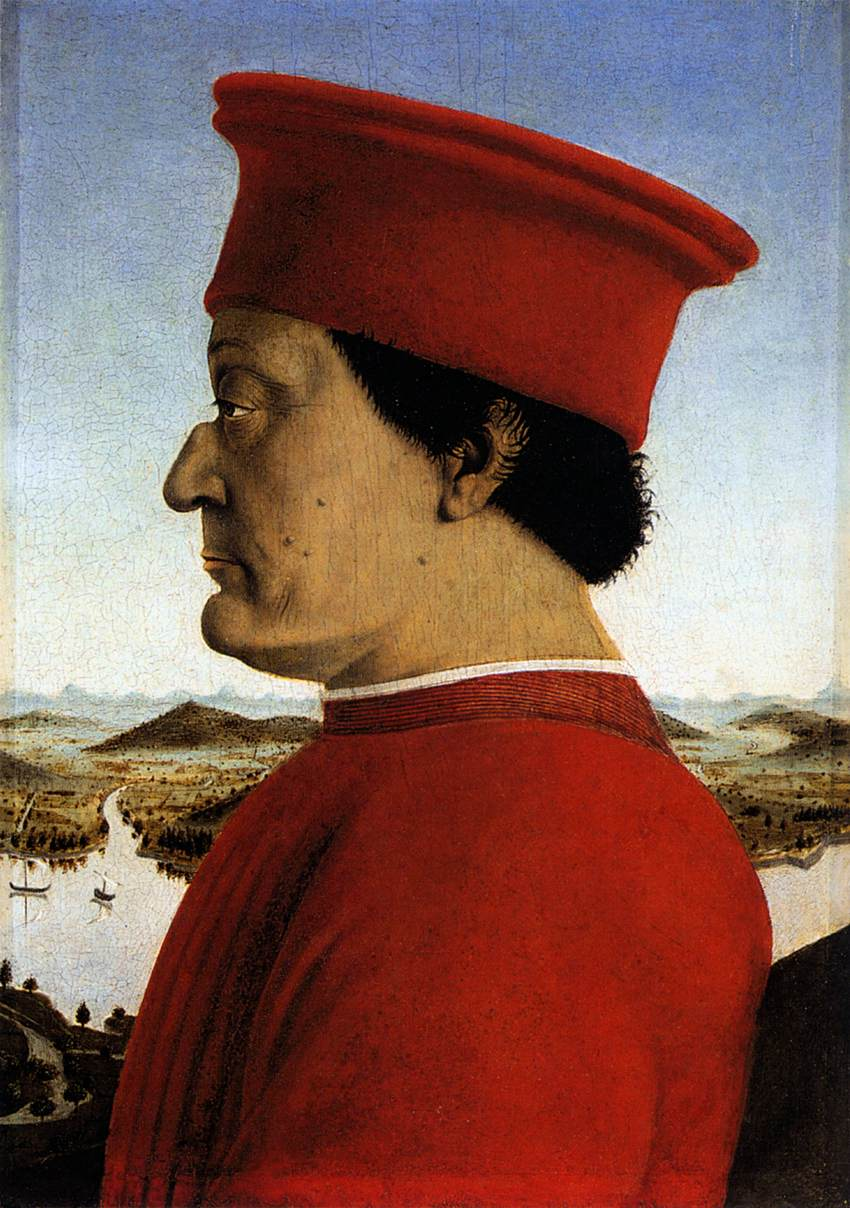
Il duca Federico da Montefeltro, di cui Paolo Passionei fu tesoriere

Paolo guadagnò grandi ricchezze grazie a privilegi sul commercio del sale, diventando tesoriere di Federico da Montefeltro ed entrando alla sua corte come suo Maggiordomo; ebbe tra i suoi beni la villa suburbana oggi nota col nome del successivo proprietario, Francesco Paciotti, e acquistò nel 1474 dal duca il palazzo che fece riedificare in belle forme avvalendosi probabilmente degli stessi architetti del signore, Luciano Laurana e Francesco di Giorgio Martini, e delle stesse maestranze al lavoro in quegli anni al palazzo ducale. Suo figlio Giovanni Francesco (m. 1540), Gonfaloniere di Urbino nel 1493 e ambasciatore della Comunità nel 1511, fu Scrittore Apostolico e proseguì nel consolidamento della posizione economica della famiglia, acquistando da Ottaviano Petrucci per 290 fiorini i mulini dell'Acquasanta a Fossombrone in due successive compere del 1523 e 1533; le cartiere collegate ai mulini, date in affitto a diversi gestori nel corso dei secoli, rimasero del casato fino alla sua estinzione. Giovanni Francesco sposò in prime nozze Maddalena Benedetti e in seconde nozze Camilla Luperti di Cagli, che portò in dote nella famiglia cospicui beni nella sua città d'origine. Un figlio, Simon Guido (1515-1536), morì giovane a Padova, dove studiava; a lui il padre eresse un monumento funebre nella chiesa di San Bernardino, mausoleo dei Duchi di Urbino. La discendenza continuò con Paolo e Domenico, che contrassero entrambi ottimi matrimoni.

#### Il ramo di Paolo
Paolo sposò Aurelia Roverella, di nobile famiglia ferrarese, figlia di Giovanni VIII, primo conte di Sorrivoli, a sua volta figlio dell'arcivescovo di Ravenna Filasio e fratello del vescovo di Ascoli Filos; la madre di Aurelia era una Petrucci di Siena. Dei tre figli della coppia, Ersilia sposò il senese Alessandro Marsili e fu la nonna di papa Alessandro VII Chigi, mentre l'unico maschio Giovanni Francesco ebbe da Emilia Mellini, sorella del cardinale Giovanni Garzia, i figli Passioneo, morto improle, e Camilla, moglie del conte Orazio II di Carpegna. Il ramo di Paolo si estinse così nell'antica famiglia del Montefeltro, portando Camilla in dote i numerosi beni della sua linea, tra i quali alcuni alberghi dati a censo a Cattolica e un palazzo di San Giovanni in Marignano.

### Il trasferimento a Fossombrone

Il cortile di palazzo Passionei a Urbino

Domenico, secondogenito di Giovanni Francesco e Camilla Luperti, sposò Maddalena Cybo, figlia di Aranino, nipote diretto di papa Innocenzo VIII e cognato di Andrea Doria. Da Maddalena, che lo imparentava tra gli altri con la dinastia dei sovrani di Massa e Carrara, oltre che con il grande ammiraglio genovese, Domenico ebbe undici figli. Egli, ancora Gonfaloniere di Urbino nel 1548, fu, dopo la morte del fratello Paolo, a capo della famiglia nel corso dei primi anni '60 del Cinquecento quando ebbe avvio la vicenda del sofferto trasferimento del casato a Fossombrone: le fonti narrano, alludendo forse a un dissesto economico, di una spavalda scommessa persa dal nipote Giovanni Francesco con Francesco Paciotti, scommessa che lo costrinse per mantenere la parola data, su imposizione del Duca di Urbino, a vendere i suoi beni in città al celebre architetto militare; la famiglia si sarebbe ritirata a Rimini, dove l'avrebbe raggiunta l'ingiunzione del duca, pena la confisca dei beni presenti nel ducato, a tornare nei suoi territori: i Passionei si sarebbero dunque stabiliti prima a Cagli e poi a Fossombrone. Qualunque sia il grado di aderenza alla realtà di questa versione, è documentata in effetti la vendita al Paciotti tra il 1563 e il 1568 di gran parte dei beni immobili dei Passionei a Urbino: il palazzo di città e due poderi a Montefabbri, che furono il nucleo originale della contea di cui fu investito l'ingegnere nel 1578, e la villa oggi nota come Ca' Paciotti; ad ogni modo, Domenico, morto nel 1564, risulta possessore di un palazzo a Fossombrone già nel 1559, e ciò testimonierebbe forse un intento di trasferirsi precedente alla vicenda della vendita. La famiglia risiedette in effetti a Cagli nel corso degli anni '70 del secolo per trasferirsi definitivamente a Fossombrone al principio del decennio seguente con Silvio, figlio di Domenico.

#### Il beato Benedetto

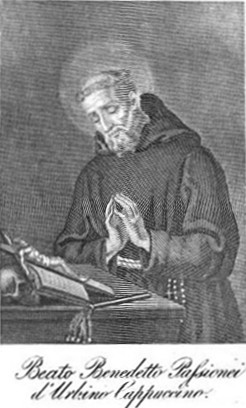
Il beato Benedetto Passionei

Dei numerosi fratelli di Silvio, che con il suo matrimonio con Vittoria Baviera, nobile di Senigallia, proseguì la stirpe, si ricordano Paolo (m. post 1617), cavaliere di Malta, primo dei tre del casato, ricevuto nell'Ordine nel 1577, e soprattutto Marco (1560-1625), in religione padre Benedetto da Urbino, venerato come beato dalla Chiesa Cattolica. Nato a Urbino e cresciuto prima nella capitale del ducato e poi, dopo il trasferimento della famiglia, a Cagli, si addottorò nel 1582 in utroque a Padova e fu mandato a Roma a seguito del cardinal Giovanni Gerolamo Albani, con l'intento di avviarlo a una carriera curiale. Tornato a Fossombrone, dove la famiglia si era ormai stabilita, si avvicinò all'Ordine Cappuccino, che all'epoca, nel pontificato di Gregorio XIII, era in un momento di espansione in tutta Europa ma che aveva avuto le sue origini proprio nelle Marche, con Matteo da Bascio, nato nei feudi dei Carpegna e sostenuto nei suoi difficili inizi da Caterina Cybo, duchessa di Camerino, parente di Marco da parte materna. Superata l'opposizione della famiglia e dei superiori dell'Ordine, motivata dalla sua salute cagionevole, vestì l'abito il 1 maggio 1584 e fu ammesso con il nome di fra' Benedetto dopo l'anno di noviziato, ricevendo l'ordinazione sacerdotale entro il 1590. Dopo un biennio in missione in Boemia (1600-1602) tornò nelle Marche, dove visse fino alla morte ricoprendo numerosi incarichi di definitore e guardiano di conventi e guadagnandosi fama di predicatore e profeta. Alla sua morte, avvenuta in odor di santità nel 1625 a Fossombrone, il corpo fu preso d'assalto dai fedeli per aggiudicarsi delle reliquie e si dovette procedere all'inumazione nella fossa comune del convento. La famiglia, che commissionò a Giovan Francesco Guerrieri un suo ritratto diffuso con un'incisione di Luca Ciamberlano e numerose copie e si adoperò nel favorire la circolazione di una Vita manoscritta, opera di padre Ludovico da Rocca Contrada, sostenne da subito la causa di beatificazione, tentata una prima volta per volere del vescovo Giovanni Francesco (v. oltre) vent'anni dopo la sua morte e avviata definitivamente solo nel 1793, dopo il riconoscimento del corpo, grazie all'impegno del conte Lodovico, ultimo esponente del casato. Padre Benedetto Passionei fu beatificato, dopo il processo canonico del 1838-1844, da Pio IX nel 1867: le sue spoglie, un tempo nella cappella gentilizia dei Passionei in Cattedrale, sono oggi venerate nel convento dei Cappuccini di Fossombrone. La sua memoria ricorre il 30 aprile, giorno della morte.

### Secoli XVII-XVIII
La famiglia, che aveva avuto il suo primo apogeo grazie alle abilità politico-finanziarie di Paolo di Guido, si mantenne in alto stato anche dopo l'allontanamento dalla corte urbinate mediante un'oculata amministrazione dei suoi beni e delle cartiere dell'Acquasanta (per il possesso delle quali fu impegnata in una causa con i forosempronesi Ridolfi nel corso del Seicento) e grazie alle fortunate carriere ecclesiastiche di vari suoi membri, fino all'ascesa alla porpora cardinalizia di Domenico Silvio, il quale a sua volta favorì la carriera di numerosi parenti. Ammessi nella nobiltà civica di Fossombrone, anche a seguito di pressioni da parte delle gerarchie prelatizie, i Passionei acquisirono nel Seicento il titolo comitale e nel secolo successivo, con la carica di Conservatore ricoperta dal conte Giovan Francesco, il patriziato romano. Nello stesso periodo la famiglia, che già con lo scrittore apostolico Giovanni Francesco, il primo del suo nome, autore di versi latini e greci, aveva avuto cultori delle umane lettere, si distinse sempre più per il suo amore per le arti e per il suo mecenatismo, in particolare nelle persone del conte Giovanni Francesco e dei prelati Guido, Domenico Silvio e Benedetto.

#### I Passionei nel Seicento

##### Il vescovo Giovanni Francesco, Domenico e la sua discendenza
Il fratello del beato Benedetto, Silvio, artefice del definitivo stabilimento a Fossombrone da Cagli, lavorò nell'amministrazione finanziaria pontificia. Dalla moglie Vittoria Baviera, cugina del cardinal nipote Cinzio Passeri Aldobrandini, ebbe due figli: Giovan Francesco e Domenico. Il primo (1591-1657) fu autore di una brillante carriera ecclesiastica sotto il pontificato di Urbano VIII che lo portò presto al rango episcopale. Laureato in utroque a Bologna, entrò in curia come Referendario utriusque signaturae; nel 1629 fu nominato da papa Barberini governatore di Forlì e vescovo di Cagli. Fu prelato domestico del papa e uomo di fiducia del cardinal nepote Antonio; dal 1634 al 1641 fu nunzio apostolico in Toscana, incaricato tra l'altro di controllare Galileo Galilei in esilio. Al termine della legazione fu nominato vescovo di Pesaro, diocesi che mantenne fino alla sua morte, avvenuta nel 1657. Domenico, suo fratello, studiò a Perugia e Bologna; fu allievo di Marco Antonio Bonciari ed è ricordato come autore di versi latini. Con lui la famiglia entrò a far parte della nobiltà civica forosempronese: nel 1621 fu Priore della città, nel 1634 fu ammesso nel Consiglio del comune, su ordine del vice legato Mattei, e nel 1637 rivestì la carica di Gonfaloniere. Visse a Pesaro, dove sposò Vittoria Ondedei, da cui ebbe quattro figli. Paolo (m. 1692), cavaliere di Malta come il suo omonimo prozio, ricevuto nell'Ordine nel 1647, fu commendatore e governatore di Forte Urbano e del forte di Perugia al servizio di Santa Romana Chiesa; combatté nella battaglia dei Dardanelli ed è noto per aver scritto un diario della sua carovana del 1653 contro i Turchi, conservato manoscritto alla biblioteca Passionei di Fossombrone. Il secondogenito Innocenzo fu dottore in Leggi a Bologna e si dedicò alla matematica; la prosecuzione della stirpe fu affidata al quartogenito Gian Benedetto, il primo conte della famiglia, che sposò Virginia Sabbatelli, nobile di Fossombrone, ed ebbe da lei tre figli.

##### Guido
Il terzogenito di Domenico, monsignor Guido (1641/46-1710), ebbe un importante ruolo nel mantenimento della continuità di presenza in curia della famiglia, facendo da ponte tra il vescovo Giovanni Francesco e il cardinale Domenico Silvio, che fu da lui educato ed inserito a Roma nella sua gioventù. Guido si addottorò a Roma negli anni del pontificato Chigi, in circostanze favorevoli per la parentela con il papa che, pur lontana, ebbe immediate ripercussioni sulla sua carriera. Dedicò le pubbliche conclusioni discusse per laurearsi all'illustre parente che, ancora nei suoi vent'anni, lo fregiò della dignità vescovile nominandolo abate mitrato dell'abbazia di Santa Maria del Mutino a Piandimeleto, nelle sue zone d'origine; fu poi accolto in casa del nipote del papa, Sigismondo Chigi, nominato cardinale nel 1667 da Clemente IX Rospigliosi. Si inserì nei circoli culturali di Cristina di Svezia e presto la fama della sua dottrina gli valse la promozione a Segretario del Sacro Collegio per mano di Clemente X, a cui dedicò un elogio funebre che lesse al Collegio Cardinalizio stesso; nell'esercizio di questo incarico si attirò l'odio di tale Gian Francesco Resta che lo fece sfregiare per mano di due sicari il 31 luglio 1676. Unì a questa carica quella di Segretario (oggi Prefetto) della Congregazione Concistoriale, su nomina di papa Ottoboni; col pontificato di Clemente XI, con cui anche vantava parentela, ebbe l'importante promozione a Segretario della Cifra. Amico del Magliabechi, fu per trent'anni membro e segretario dell'Accademia degli Umoristi, arcade dal 1701 col nome di Eufilo Cereriano e membro dell'Accademia dei Concili.

#### Il Settecento e l'estinzione

##### Domenico Silvio

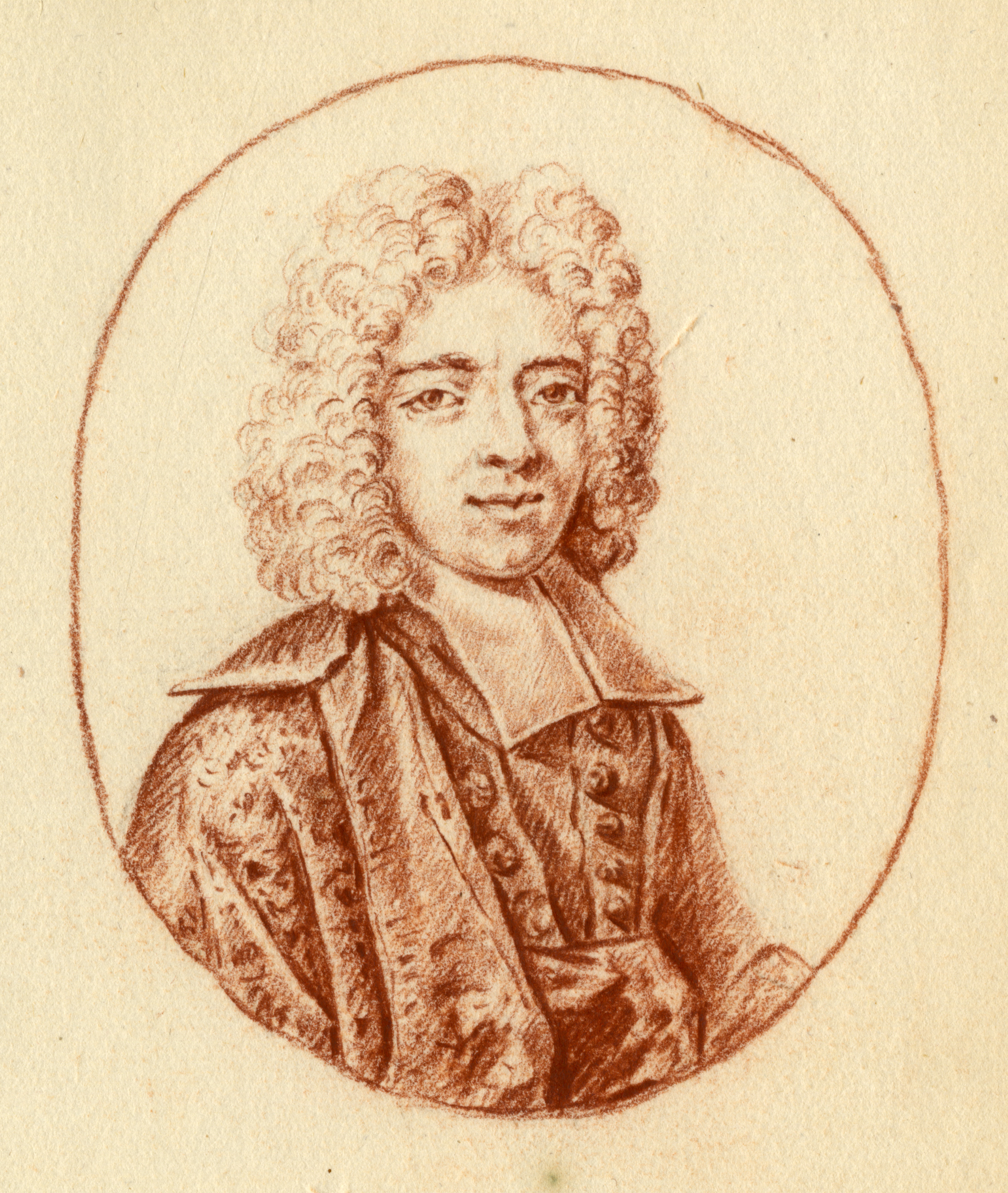
Domenico Silvio ritratto come negoziatore del Trattato di Utrecht da Johan George Colasius

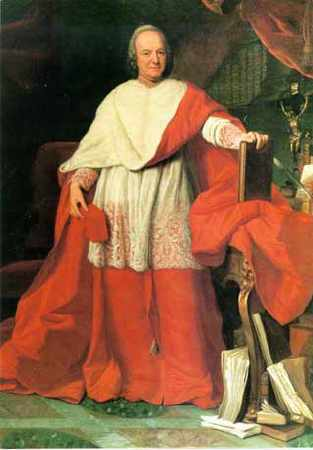
Il cardinale Domenico Silvio Passionei ritratto dal Duprà

Tra i figli del conte Gian Benedetto e di Virginia Sabbatelli si distinse in particolare Domenico Silvio (1682-1761), nunzio e poi cardinale dal 1738. Mandato in età giovanile a Roma dallo zio Guido, si dedicò inizialmente agli studi umanistici, compiuti nel Collegio Clementino, e al collezionismo di libri; dal 1706, anno in cui fu inviato a Parigi dal papa suo parente per portare la berretta cardinalizia a Filippo Antonio Gualterio, fu artefice di un'abile carriera diplomatica che gli guadagnò un posto importante in Curia. Da Parigi si spostò in Olanda, dove fu presente per la Chiesa ai negoziati che portarono al trattato di Utrecht. Dopo alcuni rovesci di fortuna, che lo condussero dalla corte di Parigi a ritirarsi a Fossombrone nel 1716-1719, ottenne la nunziatura di Lucerna nel 1721 e insieme ad essa la nomina ad arcivescovo titolare di Efeso. Nel 1730 fu promosso nunzio a Vienna, incarico che tenne fino al 1738 celebrando, tra l'altro, le nozze tra Francesco Stefano di Lorena e Maria Teresa d'Austria nel 1736 e pronunciando nello stesso anno l'orazione funebre in onore del Principe Eugenio. Al termine della nunziatura, tornato a Roma, ricevette insieme alla carica di Segretario dei Brevi la nomina a cardinale, con il titolo di San Bernardo alle Terme. Fece parte del partito vicino alle posizioni del giansenismo e fu impegnato nella lotta all'Ordine Gesuita, ma si dedicò principalmente ai suoi incarichi di vice-bibliotecario (dal 1741) e poi di Cardinale Archivista e Bibliotecario di Santa Romana Chiesa, dal 1755 alla morte. La sua passione per i libri nacque già in giovane età, e a ventitré anni, prima di partire per Parigi, egli possedeva già una biblioteca personale di oltre 6.000 volumi, comprendente anche libri di famiglia e provenienti dal casato dei Cybo. I viaggi in Europa gli permisero di comprare libri rari in Italia e libri all'Indice, introvabili nello Stato Pontificio, e di prendere contatti con editori e librai che continuarono a spedirgli a Roma volumi anche dopo il suo ritorno; accrebbe le sue collezioni inoltre con acquisti da istituti religiosi e collezionisti privati e con doni diplomatici, tra cui un gruppo di stampe ricevuto in dono dal Re Sole nel 1708. Con la nomina a cardinale si stabilì in una fastosa residenza che fece edificare da Ferdinando Fuga come suo "romitorio" nell'eremo di Camaldoli a Frascati, distrutta dai monaci dopo la sua morte, dove tenne salotto e dove riunì le sue collezioni di antichità e di libri, che raggiunsero il numero di 500 manoscritti e 50.000 volumi a stampa. Questa raccolta, alla sua morte, fu comprata per volere di Clemente XIII dagli Agostiniani e costituisce oggi il nucleo principale della Biblioteca Angelica. Domenico Passionei fu accademico della Crusca, arcade per acclamazione con il nome di Tileno Caradrio e si dedicò con successo anche alla musica: fu autore di un gruppo di sonate per violoncello stampate ad Amsterdam nel 1718, tra le prime composizioni di questo genere mai pubblicate. È sepolto a San Bernardo alle Terme, chiesa di cui fu titolare, sotto una bella lapide in marmi policromi posta nel centro del pavimento, in corrispondenza dell'occhio della cupola.

##### Francesco e l'ultima generazione
Sorella del cardinale Domenico fu Vittoria, andata in sposa al marchese Raimondo Mosca di Pesaro, fratello del cardinale Agapito e cugino di papa Clemente XI Albani; da queste nozze nacque Virginia Mosca Passionei, madre di Monaldo Leopardi e nonna di Giacomo. Il fratello, conte Giovanni Francesco (1683-1730), sposò nel 1710 Elisabetta Gabuccini e fu padre dell'ultima generazione della famiglia Passionei. Giovanni Francesco, spesso chiamato solo Francesco, fu arcade col nome di Orasto Cerineate e appassionato di teatro: fu autore di commedie e allestì un teatro nel suo palazzo, aperto a tutti e dotato anche, nel tempo, di costumi per gli attori e di scenografie realizzate dai Galli da Bibbiena. Si dedicò al collezionismo, riunendo nella sua casa le raccolte di antichità delle sue famiglie paterna e materna e accrescendole con epigrafi e mosaici. Nel 1727 fu ammesso alla nobiltà di Senigallia e nel 1728 fu Conservatore di Roma, ottenendo così per la sua famiglia l'ascrizione al Patriziato Romano, confermata con la bolla Urbem Romam nel 1746. Sulla sua morte, avvenuta nel 1730, aleggiò il sospetto di avvelenamento.
Francesco ed Elisabetta ebbero sette figli, di cui solo una femmina, Virginia (m. 1774), con discendenza: mentre le altre due figlie furono monacate, Virginia fu data in sposa al conte Filippo Camerata de' Mazzoleni, di nobile famiglia anconetana originaria di Bergamo; dal figlio della coppia Pacifico, che ebbe con l'eredità anche il cognome Passionei, nacque Filippo, che sposò Elisa Napoleona Baciocchi, figlia dei principi di Lucca e Piombino Felice ed Elisa Bonaparte. Dei figli maschi del conte Francesco uno, Innocenzo, fu cavaliere di Malta, l'ultimo della famiglia, ricevuto nel 1735; due, i monsignori Benedetto e Paolo, ebbero buone carriere ecclesiastiche, grazie all'appoggio dello zio cardinale. Paolo (1711-1766), cameriere d'onore di Sua Santità e Chierico di camera, fu Protonotario apostolico, Presidente delle strade, inquisitore di Malta e vice-legato ad Avignone dal 1754 al 1760, sotto i papi Lambertini e Rezzonico; Benedetto (1719-1787), prelato domestico di Sua Santità, fu Referendario utriusque signaturae, Protonotario apostolico, Canonico di San Pietro in Vaticano e Visitatore apostolico a Montefiascone sotto Benedetto XIV; Pio VI lo nominò segretario della Congregazione delle acque e Prefetto delle carceri. Benedetto seguitò nell'attività di collezionismo iniziata dallo zio e dal padre, interessandosi principalmente di numismatica e di epigrafia: la sua collezione di medaglie, donata in 1273 pezzi a Clemente XIV, andò a costituire un nucleo importante del museo Clementino, oggi al Gabinetto Numismatico; fu celebre come studioso di epigrafi (anche se in alcuni casi autore di falsificazioni), dando alle stampe la sua collezione in uno dei primi grandi cataloghi di iscrizioni in Italia. Nel 1784 fece dono alla sua città d'origine di 6000 volumi, che andarono a costituire insieme a un nucleo di disegni, stampe e manoscritti la biblioteca civica di Fossombrone che ancora oggi porta il suo nome. L'ultimo conte della famiglia fu Lodovico, in gioventù paggio dell'imperatore Carlo VI a Vienna al seguito dello zio e poi, dal 1762, ciambellano della Corte Austriaca; tornato in Italia visse a lungo a Fossombrone dove morì, ultimo del suo casato, il 22 dicembre 1796, durante l'occupazione francese: l'anno successivo, come dal più dovizioso tra i nobili di Fossombrone, partirono dalle sue casse e dalla sua casa oltre 1500 scudi e 104 libbre d'argento (30 kg circa) per pagare i pesanti indennizzi previsti dal trattato di Tolentino; nello stesso anno, il palazzo che era stato della sua famiglia per oltre due secoli fu messo al sacco dai francesi ivi acquartierati.

## Stemma

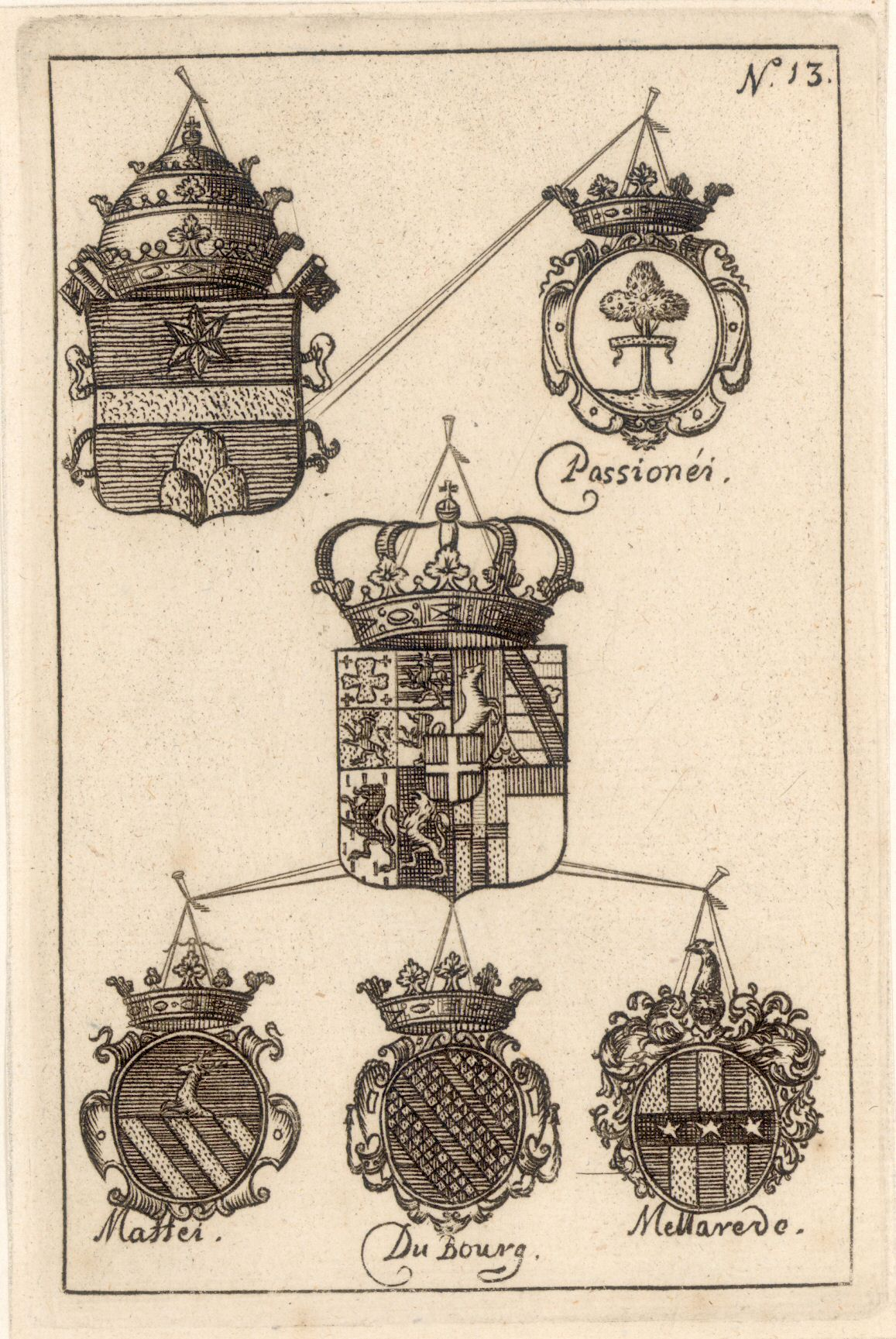
Gli stemmi dei negoziatori di Roma e del Regno di Sardegna a Utrecht, con l'arma Passionei

L'arma dei Passionei è: d'oro, all'albero sradicato di verde, attraversato nel fusto da un nastro d'argento svolazzante in fascia carico del motto "GLORIA IN EXCELSIS DEO", in lettere maiuscole di nero. Lo stemma, che presenta quindi la particolarità di contenere il motto del casato al suo interno, rimase sostanzialmente invariato nei secoli. L'unica differenza sembra essere nella caratterizzazione dell'albero, in alcuni casi nodrito, meno definito nei tempi più moderni, ma che in quelli più antichi era rappresentato e blasonato come un ulivo.